# آلن ورا
آلن ورا (به انگلیسی: Alan Vera،  زادهٔ ۲۶ اکتبر ۱۹۹۰) یک کشتی‌گیر فرنگی‌کار اهل کشور آمریکا بود. او ۲۴ سپتامبر ۲۰۲۴ درگذشته است.